# تاکاکو جوئو
تاکاکو جوئو (به ژاپنی: 喬子女王 たかこじょおう)، نام کودکی سازا نو میا؛ (تولد ۱۷۹۵ – مرگ ۱۸۴۰ میلادی)، یک زن در دوره ادو، زن اصلی (سی‌شیتسو) یا میدای‌دوکورو شوگون دوازدهم توکوگاوا ایه‌یوشی بود.

## زندگی‌نامه
ششمین دختر شاهزاده آریسوگاوا (از خاندان امپراتوری) بود. مادرش تاکاگی آتسوکو (ملقب به توکیواگی که پس از مرگ شاهزاده آریسوگاوا راهبه شد) بود. برادران بزرگتر او شاهزاده آریسوگاوا تاکاهیتو، شاهزاده جوشین از سانزنین کاجی، شاهزاده شونین از رینوجی و شاهزاده سونچو از چیون-این بودند. خواهر کوچکترش شاهدخت یوشیکو (تیهو-این، همسر ارباب قلمرو میتو، توکوگاوا ناری‌آکی، و مادر شوگون پانزدهم، توکوگاوا یوشینوبو) بود.
در ۳ سپتامبر ۱۸۰۳ (۱۸ اکتبر ۱۸۰۳)، نامزدی او با توکوگاوا ایه‌یوشی قطعی شد و در ۳ سپتامبر سال بعد، در ۶ اکتبر ۱۸۰۴ (۶ مهر ۱۸۰۴)، به درخواست شوگون‌سالاری، پرنسس تاکاکو که بر اساس سن ژاپنی ۱۰ ساله بود، به ادو سفر کرد و پنج سال بعدی را تا زمان عروسی‌اش در محوطه نیشینومارو قلعه ادو گذراند. در ۱ دسامبر ۱۸۱۰ (۶ ژانویه ۱۸۱۰)، او رسماً با ایناری ازدواج کرد و گورنچو نامیده شد. او پسر بزرگش، تاکچیو، را در ۳۰ اکتبر ۱۸۱۳ (۲۲ نوامبر ۱۸۱۳)، دختر دومش، ناریهیمه، را در ۷ فوریه ۱۸۱۹ (۱۷ مارس ۱۸۱۵) و دختر سومش، سایگنین، را در ۲۳ اکتبر ۱۸۱۶ (۱۱ دسامبر ۱۸۱۶) به دنیا آورد، اما همه آنها در جوانی درگذشتند.
در ۱ مارس ۱۸۲۲ (۲۲ آوریل ۱۸۲۲)، به او رتبه سوم درجه یک اعطا شد. در ۲ آوریل ۱۸۳۷ (۶ مه ۱۸۳۷)، هنگامی که توکوگاوا ایه‌یوشی به عنوان شوگون به قدرت رسید، به ارگ داخلی قلعه (اوکو) نقل مکان کرد و میدای‌دوکورو نامیده شد.
او در ۱۶ ژانویه ۱۸۳۹، در سن ۴۶ سالگی درگذشت. رسماً اعلام شد که او در ۲۴ ژانویه درگذشته است. نام بودایی پس از مرگ او جوکان-این-دن جیموشین-دایشی بود. او در معبد کانئی-جی به خاک سپرده شد و سنگ یادبودی برای او در معبد ایشین-این در زادگاهش کیوتو نصب شد.